# Варденис
Вардени́с (арм. Վարդենիս) — город в Армении, в Гегаркуникской области, на Масрикской равнине. Находится на расстоянии 168 км от Еревана, в 75 км от областного центра Гавар, в 5 км от юго-восточного берега озера Севан.

## История

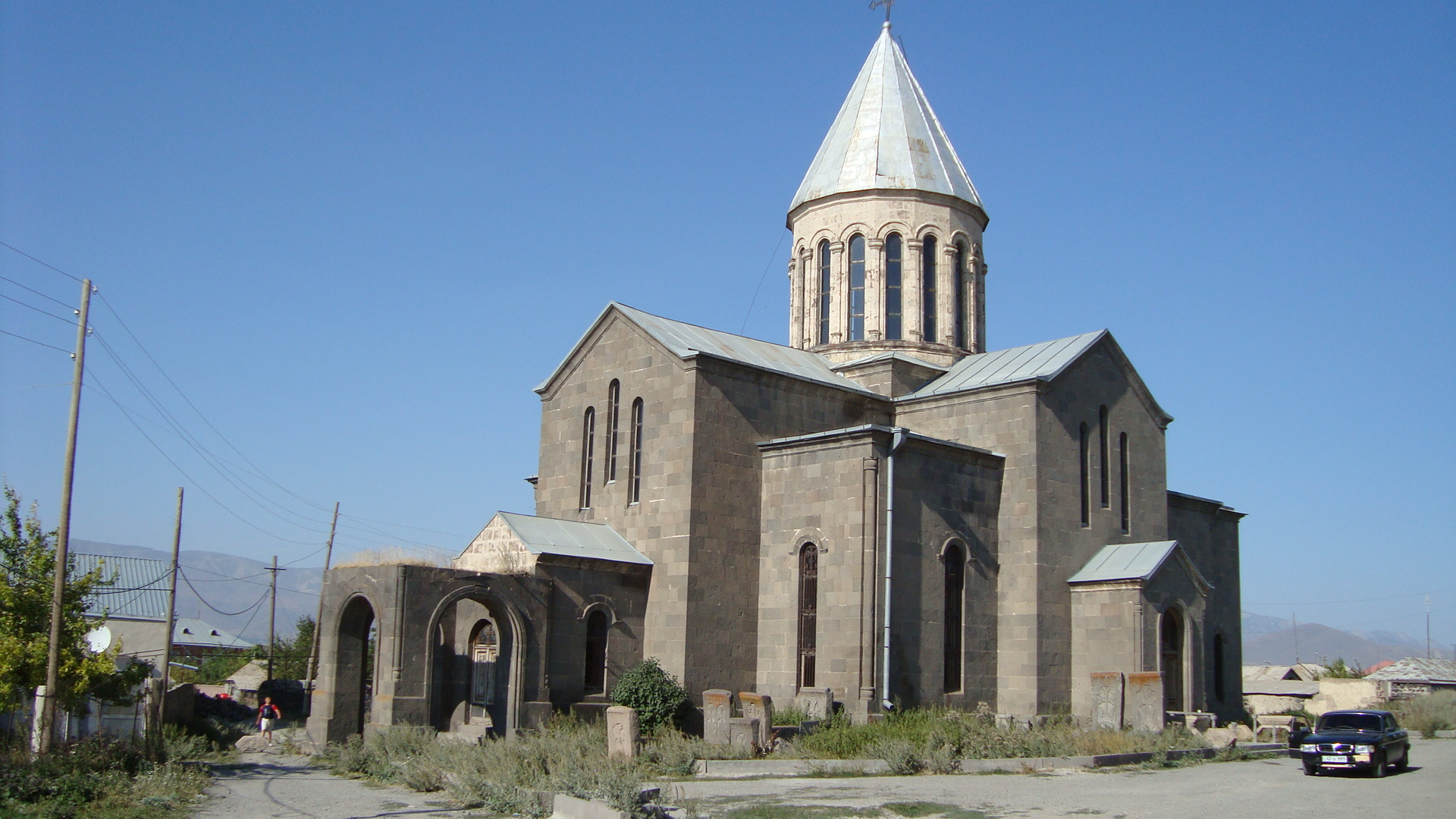
Церковь Святой Богородицы, 1902—1910 гг.

Один из древнейших городов в Армении, находится на территории исторического региона Сотк историко-географической области Сюник. Согласно преданию, был основан внуком легендарного прародителя армянского народа Хайка Гегамом (арм. Գեղամ), и назван им Гегамабак (арм. Գեղամաբակ). В IX веке сюникский князь Васак Габур заново отстроил село и переименовал его в Васакашен (арм. Վասակաշեն). В XVI—XVIII веке поселение называлось Воскешен (арм. Ոսկեշեն, то есть «золотое»).
До 11 июня 1969 года назывался Басаргечар. Согласно кавказоведу Карлу Гану, название Басаркечар азербайджанское (у Гана — «татарское»), происходит от слов басар — «наступить» и кечар — «пройдёт», и связано с тем, что озеро Гокча (Севанга) тут то наступало, то отступало

## Население
| Год             | 1831 | 1897                                      | 1926 | 1959 | 1979  | 1989  | 2011п |
| Население, чел. | 178  | 2193 (из них армян — 2108 чел. или 96,1%) | 3468 | 6322 | 11549 | 13905 | 12685 |

По материалам сельско-хозяйственной переписи населения 1922 года по Армении, в Басар-Гечарском участке Ново-Баязетского уезда число армян составляло 15139 человек, азербайджанцев (в источнике «тюрко-татар») — 9851, курдов — 100.

## Достопримечательности
В городе находится церковь Сурб Аствацацин конца XIX—начала XX века, построенная на фундаменте основанной сюнийским князем церкви. Вокруг церкви имеются хачкары и надгробия XIV—XVII века. В окрестностях города — могильники третьего — первого тысячелетий до н. э.

## Экономика
В 18 км к востоку от города находится Зодское месторождение золота — одно из крупнейших в Армении. В самом городе с советских времен продолжили своё существование только предприятия пищевой промышленности (молочной и хлебопекарной).
В городе действовали приборостроительный завод, ковроткацкая фабрика, филиал домостроительного завода, хлебопекарни, производство сыра и пива.
В городе функционирует дворец культуры, библиотека, спортзалы, бассейн. Имеется 2 гостиницы, 5 детских садов и 4 средних школы.

## Известные жители
В монастыре Аствацацин трудился армянский историк Ованнисик Цареци. 
В Варденисе родился профессор Амазасп Амбарцумян — отец Виктора Амбарцумяна, в городе имеется дом-музей Виктора Амбарцумяна, а также Арамаис Карапетян — д.ф.н., профессор.

## Города-побратимы
- Роман-сюр-Изер (Франция, с 1996, кооперация)

## Галерея

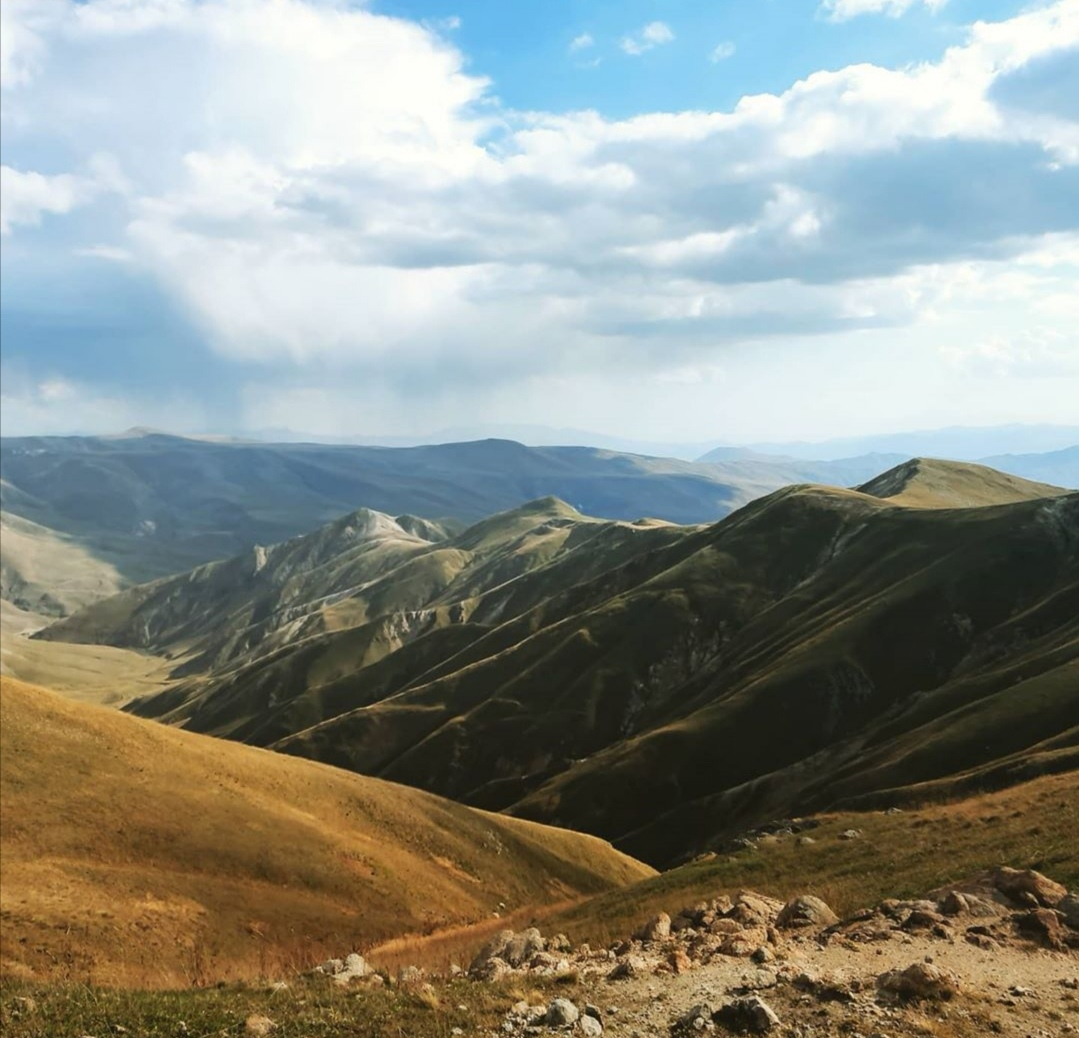
Горный пейзаж
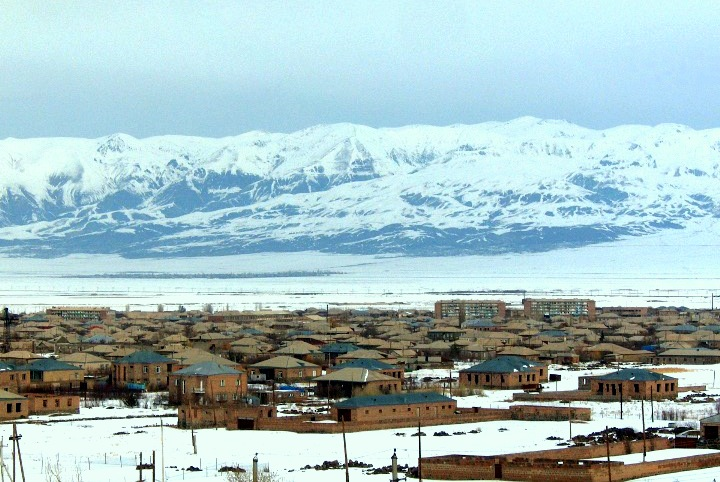
Вид на город
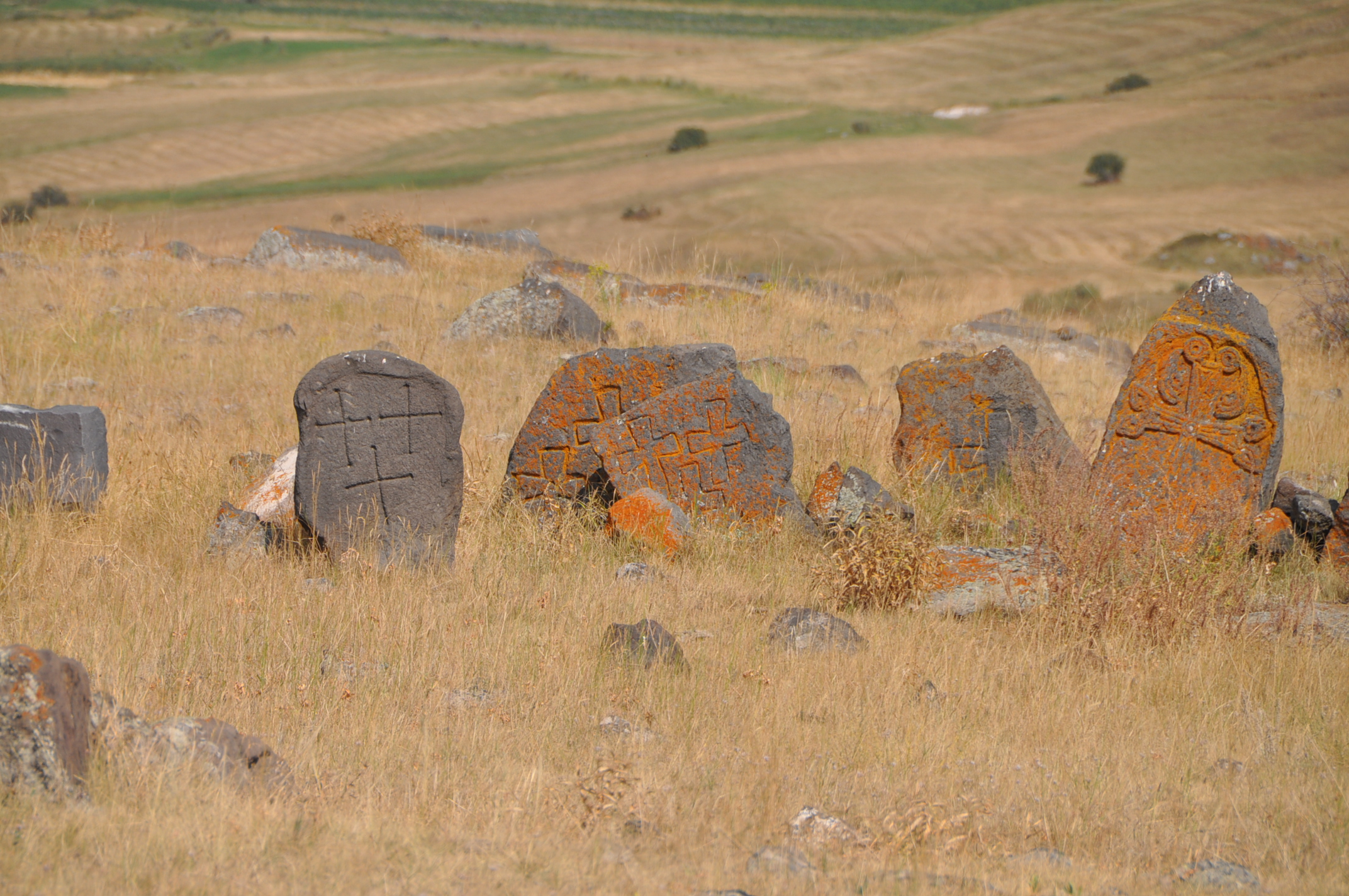
Древние хачкары в районе Вардениса
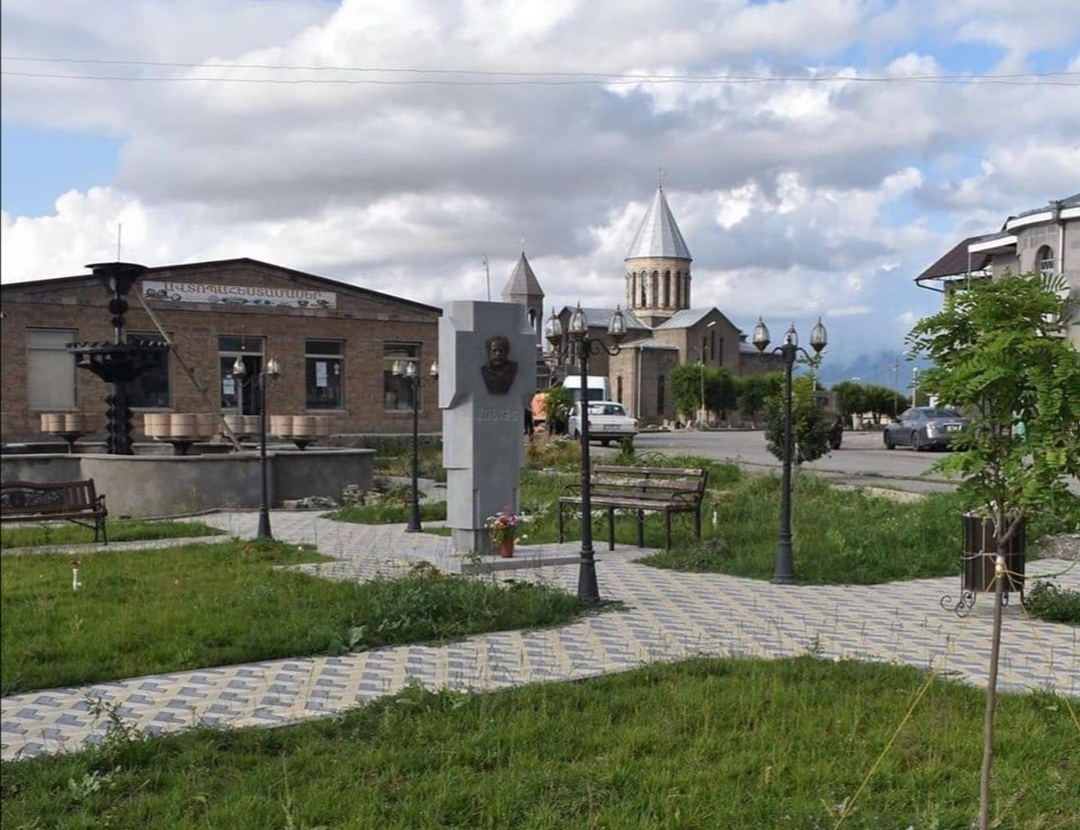
Одна из площадей
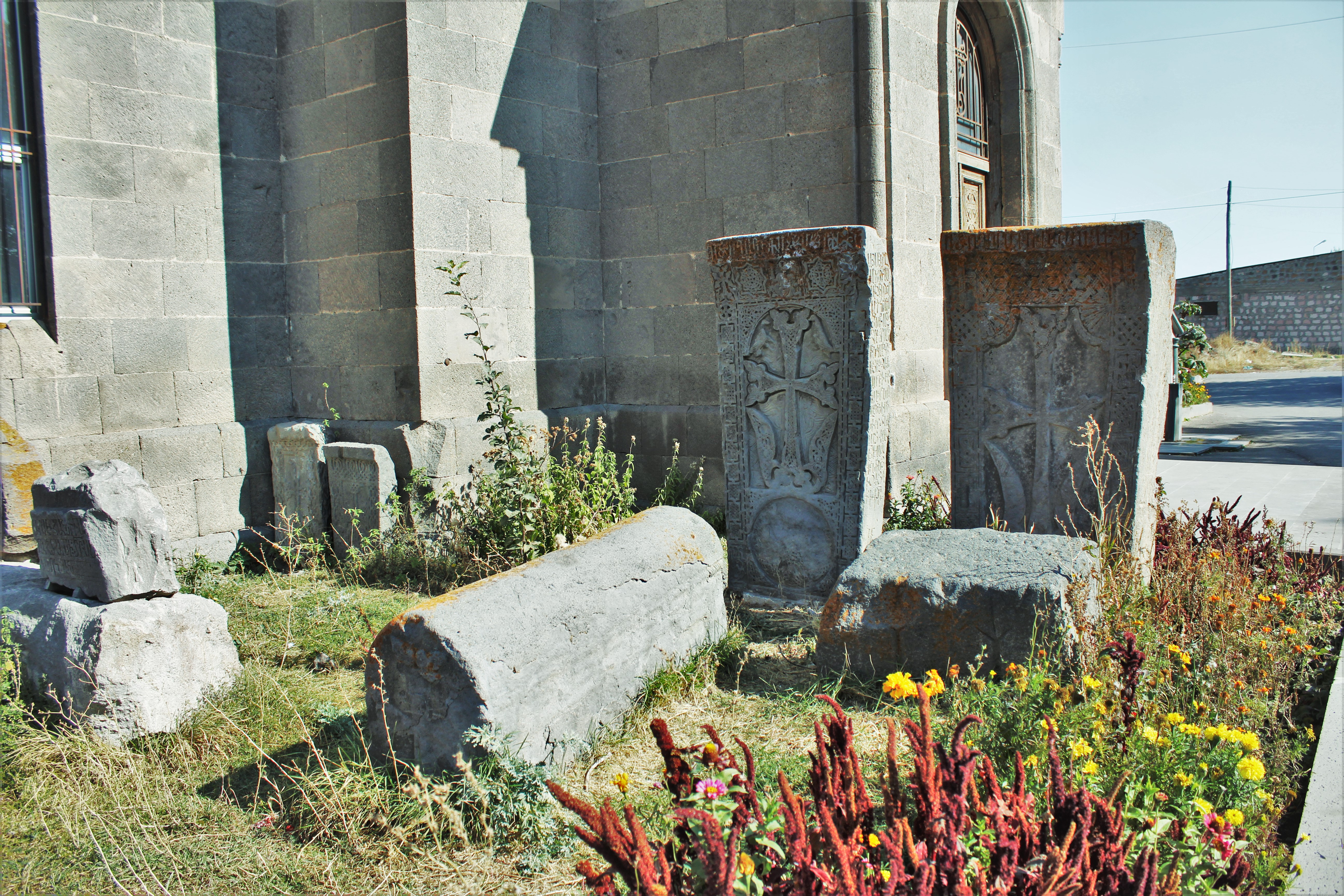
Древние хачкары и надгробия около церкви, XV-XVIII вв.
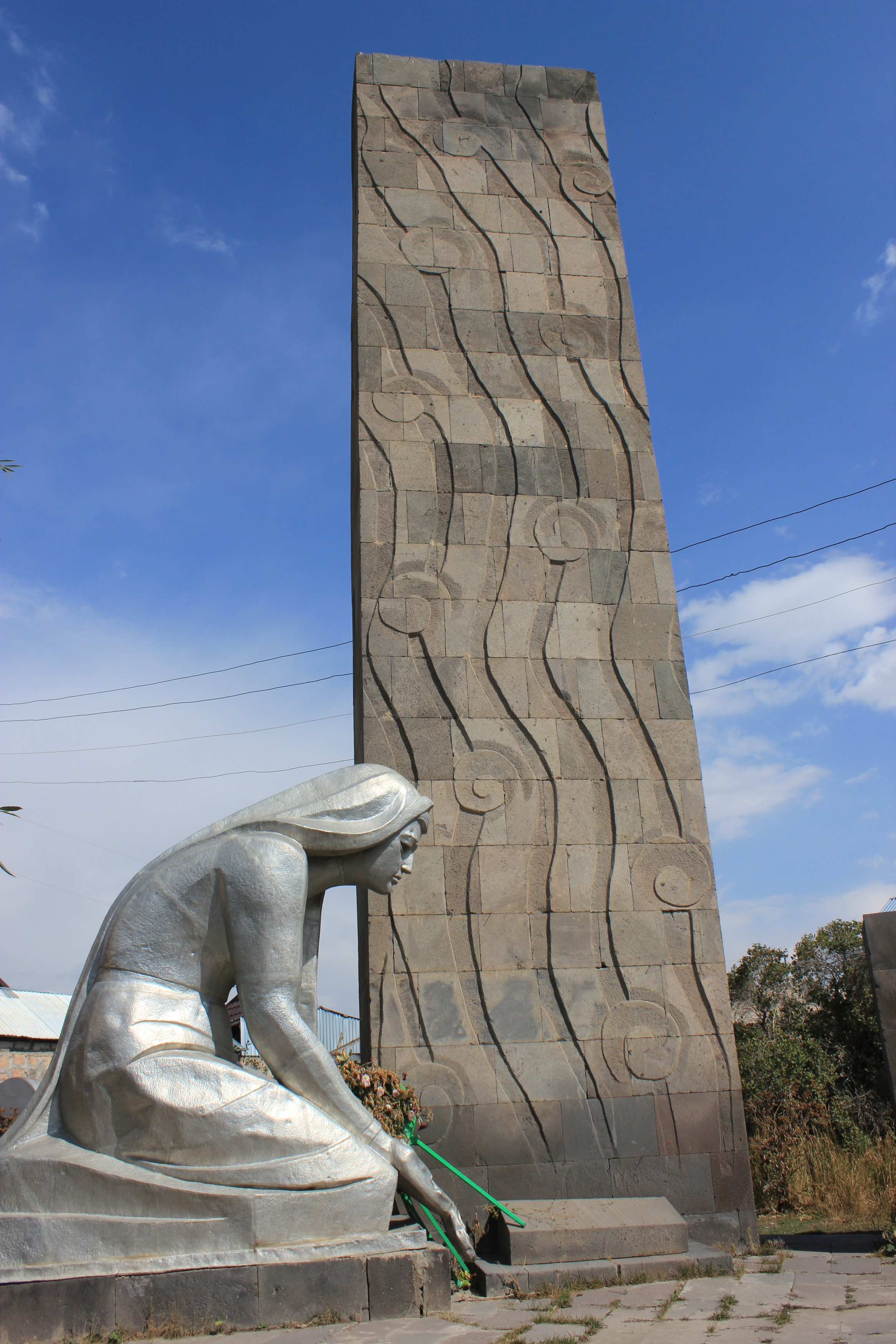
Мемориал в память о погибших в Великой Отечественной войне